# Team Raleigh-GAC
Das Team Raleigh-GAC ist ein britisches UCI Continental Team mit Sitz in Derby.
Das Team wurde im Jahr 2010 gegründet und nach dem Hauptsponsor der Raleigh Cycle Company benannt. Das Radsportteam bestreitet Radrennen in Großbritannien und in der UCI Europe Tour. Für die Saison 2011 wurde der von Kader von zehn auf zwölf Fahrer erweitert.

## Saison 2010

### Mannschaft
| Name            | Geburtsdatum      | Nationalität           |
| --------------- | ----------------- | ---------------------- |
| Dale Appleby    | 19. Dezember 1986 | Vereinigtes Königreich |
| Tom Barras      | 21. Juni 1978     | Vereinigtes Königreich |
| Michael Cuming  | 18. Dezember 1990 | Vereinigtes Königreich |
| Dan Fleeman     | 3. Oktober 1982   | Vereinigtes Königreich |
| Richard Handley | 1. September 1990 | Vereinigtes Königreich |
| Liam Holohan    | 22. Februar 1988  | Vereinigtes Königreich |
| Julian Rammler  | 23. August 1987   | Deutschland            |
| Daniel Shand    | 11. Juli 1987     | Vereinigtes Königreich |
| Peter Smith     | 11. März 1987     | Australien             |
| James Stewart   | 8. November 1985  | Vereinigtes Königreich |

## Wichtigste Erfolge
2010
- Walisische Straßenmeisterschaft
- British National Hill-Climb Championship[2]

2011
- eine Etappe Tour DoonHame[3]

## Platzierungen in UCI-Ranglisten
UCI America Tour
| Saison    | Mannschaftswertung | Fahrerwertung          |
| --------- | ------------------ | ---------------------- |
| 2010      | -                  | -                      |
| 2011      | 41.                | Dan Fleeman (370.)     |
| 2012      | 31.                | Daniel Holloway (269.) |
| 2013      | 33.                | Rob Britton (191.)     |
| 2014-2016 | -                  | -                      |

UCI Europe Tour
| Saison | Mannschaftswertung | Fahrerwertung           |
| ------ | ------------------ | ----------------------- |
| 2010   | 105.               | Dan Fleeman (603.)      |
| 2011   | 112.               | Richard Handley (1121.) |
| 2012   | 100.               | James Sparling (459.)   |
| 2013   | 82.                | Alexandre Blain (316.)  |
| 2014   | 96.                | Mark Christian (412.)   |
| 2015   | 111.               | Morgan Kneisky (654.)   |
| 2016   | 96.                | Albert Torres (546.)    |

UCI Oceania Tour
| Saison    | Mannschaftswertung | Fahrerwertung            |
| --------- | ------------------ | ------------------------ |
| 2010-2011 | -                  | -                        |
| 2012      | 13.                | Bernard Sulzberger (24.) |
| 2013-2016 | -                  | -                        |